# Mulazzo
Mulazzo település Olaszországban, Massa-Carrara megyében. Lakosainak száma 2284 fő (2023. január 1.). Mulazzo Filattiera, Rocchetta di Vara, Tresana, Zeri, Calice al Cornoviglio, Pontremoli és Villafranca in Lunigiana községekkel határos.

## Népesség
A település népességének változása:
| Lakosok száma | 2422 | 2425 | 2284 |
|               | 2017 | 2018 | 2023 |